# Irvin Kanhai

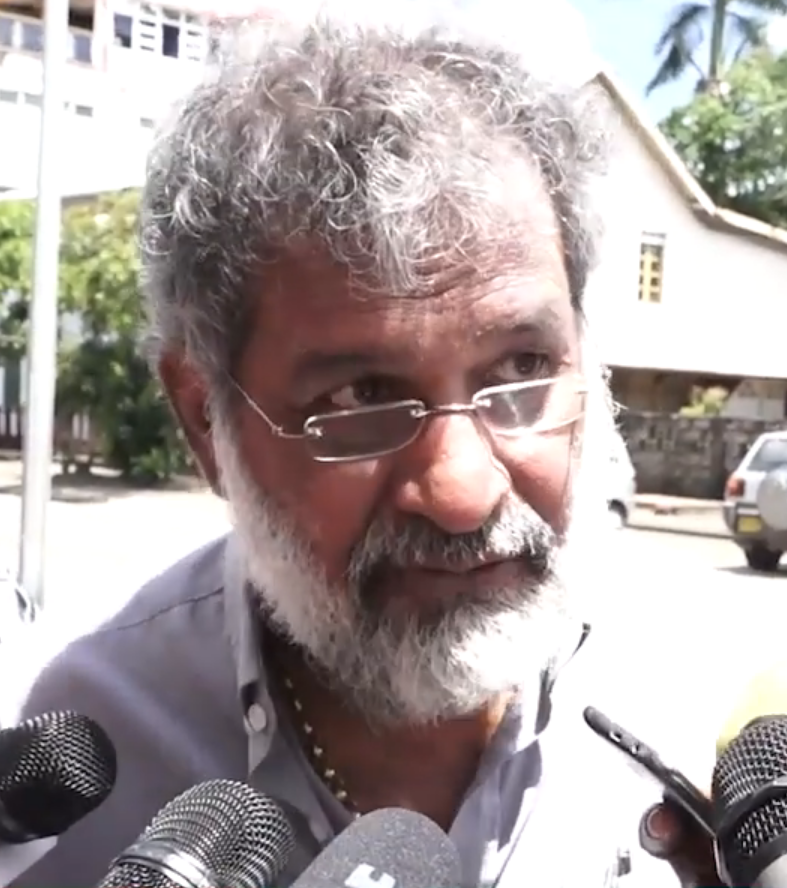
Kanhai in 2016

Irvin Kanhai (1951) is een Surinaamse advocaat en boer. 

## Biografie
Kanhai groeide op in Paramaribo als zoon van de directeur van de Shri Vishnu-basisschool, ook daar gevestigd. Hij is de vader van Aashna Kanhai, de ambassadrice in India van 2012 tot circa 2020. 
Bij het ministerie van Landbouw, Veeteelt en Visserij is hij jarenlang werkzaam geweest als bosbouwkundige. Hierna is hij consultant geworden. Kanhai is jarenlang politiek actief geweest voor Progressieve Arbeiders- en Landbouwers Unie (PALU). Sinds begin jaren negentig is hij strafpleiter, na rechten te hebben gestudeerd.
Hij was de advocaat van zeven verdachten in het strafproces omtrent de Decembermoorden, waaronder van hoofdverdachte Desi Bouterse. Hij wordt als de geestelijk vader beschouwd van de gewijzigde Amnestiewet. Kanhai is tevens raadsman geweest van Ronnie Brunswijk en Roger Khan. 
Naast zijn doordeweekse bestaan als advocaat is Kanhai boer te Saramacca met zestien hectare grond. Sinds juni 2013 heeft Kanhai bovendien 200 hectare aan goudconcessies toegewezen gekregen. Onder Paramaribo, in Hanna's Lust wil hij starten met de bouw van tien huizen.
Eind 2012 richtte hij met strafrechtadvocaat Dewanand Balesar een mijnbouwbedrijf op met de naam Ferro non Ferro Minerals. Balesar was van januari 2009 tot eind mei 2010 gedetineerd in de gevangenis Santo Boma. Kanhai noemde Balesar een brilliant geoloog die net als Errol Alibux een tweede kans verdiende.
Tijdens de verkiezingen van 2025 stond hij op nummer 41 van de lijst van samenwerkende partijen OPTSU.